# Another Year
Another Year  é um filme Britânico, do gênero comédia dramática, escrito e dirigido por Mike Leigh, estrelando Lesley Manville, Jim Broadbent e Ruth Sheen. O filme estreou no dia 15 de maio no Festival de Cannes, na competição para o Palma de Ouro. O filme foi indicado ao Oscar de melhor roteiro original.